# Curiosity (singolo)
Curiosity è un singolo della cantante canadese Carly Rae Jepsen. Il brano è arrivato alla 18ª posizione nella classifica Billboard Canadian Hot 100.